# アルファスルホ脂肪酸メチルエステル塩
アルファスルホ脂肪酸メチルエステル塩（アルファスルホしぼうさんメチルエステルえん）は陰イオン系界面活性剤の一種で、α位にスルホ基を持つ長鎖アルキルカルボン酸エステル (示性式{\displaystyle {\ce {CH3(CH2)nCH(SO3Na)COOCH3}}}) である。α-SF もしくは MES と略称される。代表的なアルキル鎖長は C14 と C16 である。
- C14： 2-スルホテトラデカン酸 1-メチルエステル ナトリウム塩 (上記の示性式で n = 11)、CAS登録番号　[4016-22-2]
- C16： 2-スルホヘキサデカン酸 1-メチルエステル ナトリウム塩 (n = 13)、CAS登録番号  [4016-24-4]
  - C16MES の人体安全性および環境安全性は日本国がデータをまとめ、OECD HPV 初期評価会議に上程された。OECDでの審査の結果、人健康、環境のいずれも問題なしと結論されている。上記の報告書で示されている厚生労働省実施の試験報告はインターネット上で閲覧可能である。